# Praag 16-Radotín
Praag 16-Radotín is een gemeentelijk district van de Tsjechische hoofdstad Praag. Het is het hoofddistrict van het administratieve district Praag 16. Het gemeentelijk district Praag 16-Radotín valt samen met Radotín, een buitenwijk van Praag. Het gemeentelijk district Praag 16-Radotín heeft 7.052 inwoners (2006), het administratieve district Praag 16 heeft 20.399 inwoners (2005). Radotín is sinds het jaar 1974 onderdeel van de gemeente Praag.
De wijk Radotín heeft een eigen spoorwegstation, station Praha-Radotín aan spoorlijn 171.

## Administratief district Praag 16
Praag 16 is een van de 22 administratieve districten van Praag. Praag 16-Radotín is het hoofddistrict van Praag 16. De andere gemeentelijke districten die tot Praag 16 behoren zijn Praag-Lipence, Praag-Lochkov, Praag-Zbraslav en Praag-Velká Chuchle.

## Aangrenzende districten en gemeenten
Het gemeentelijke district Praag 16-Radotín grenst is het noorden aan de districten Praag-Slivenec, Praag-Lochkov en Praag-Velká Chuchle. Ten oosten van het district ligt Praag-Zbraslav en ten zuiden ligt Praag-Lipence. Aan de noordwestzijde van Radotín ligt het district Praag-Reporyje, ten zuidwesten ligt de gemeentegrens van Praag. Aan de andere kant van de grens ligt de gemeente Kosoř.

## Partnerstad

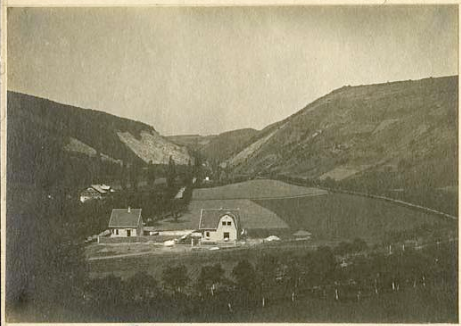
Radotin valley in 1914.

- Burglengenfeld, Duitsland

Praag 1 · Praag 2 · Praag 3 · Praag 4 · Praag-Kunratice · Praag 5 · Praag-Slivenec · Praag 6 · Praag-Lysolaje · Praag-Nebušice · Praag-Přední Kopanina · Praag-Suchdol · Praag 7 · Praag-Troja · Praag 8 · Praag-Březiněves · Praag-Ďáblice · Praag-Dolní Chabry · Praag 9 · Praag 10 · Praag 11 · Praag-Křeslice · Praag-Šeberov · Praag-Újezd · Praag 12 · Praag-Libuš · Praag 13 · Praag-Řeporyje · Praag 14 · Praag-Dolní Počernice · Praag 15 · Praag-Dolní Měcholupy · Praag-Dubeč · Praag-Petrovice · Praag-Štěrboholy · Praag 16-Radotín · Praag-Lipence · Praag-Lochkov · Praag-Velká Chuchle · Praag-Zbraslav · Praag 17-Řepy · Praag-Zličín · Praag 18-Letňany · Praag 19-Kbely · Praag-Čakovice · Praag-Satalice · Praag-Vinoř · Praag 20-Horní Počernice · Praag 21-Újezd nad Lesy · Praag-Běchovice · Praag-Klánovice · Praag-Koloděje · Praag 22-Uhříněves · Praag-Benice · Praag-Kolovraty · Praag-Královice · Praag-Nedvězí